# Bianco di corna di cervo
Il bianco di corna di cervo o bianco di corno è un pigmento usato nella pittura tradizionale giapponese e in Europa nel Medioevo.
I suoi componenti principali sono CaCO3 e Ca3(PO4)2.
È fabbricato per calcinazione con aria di ossa di cervo fino ad ottenere una cenere.
Il pigmento ha scarso potere coprente ed è quasi del tutto insolubile in acqua.